# سنكاو

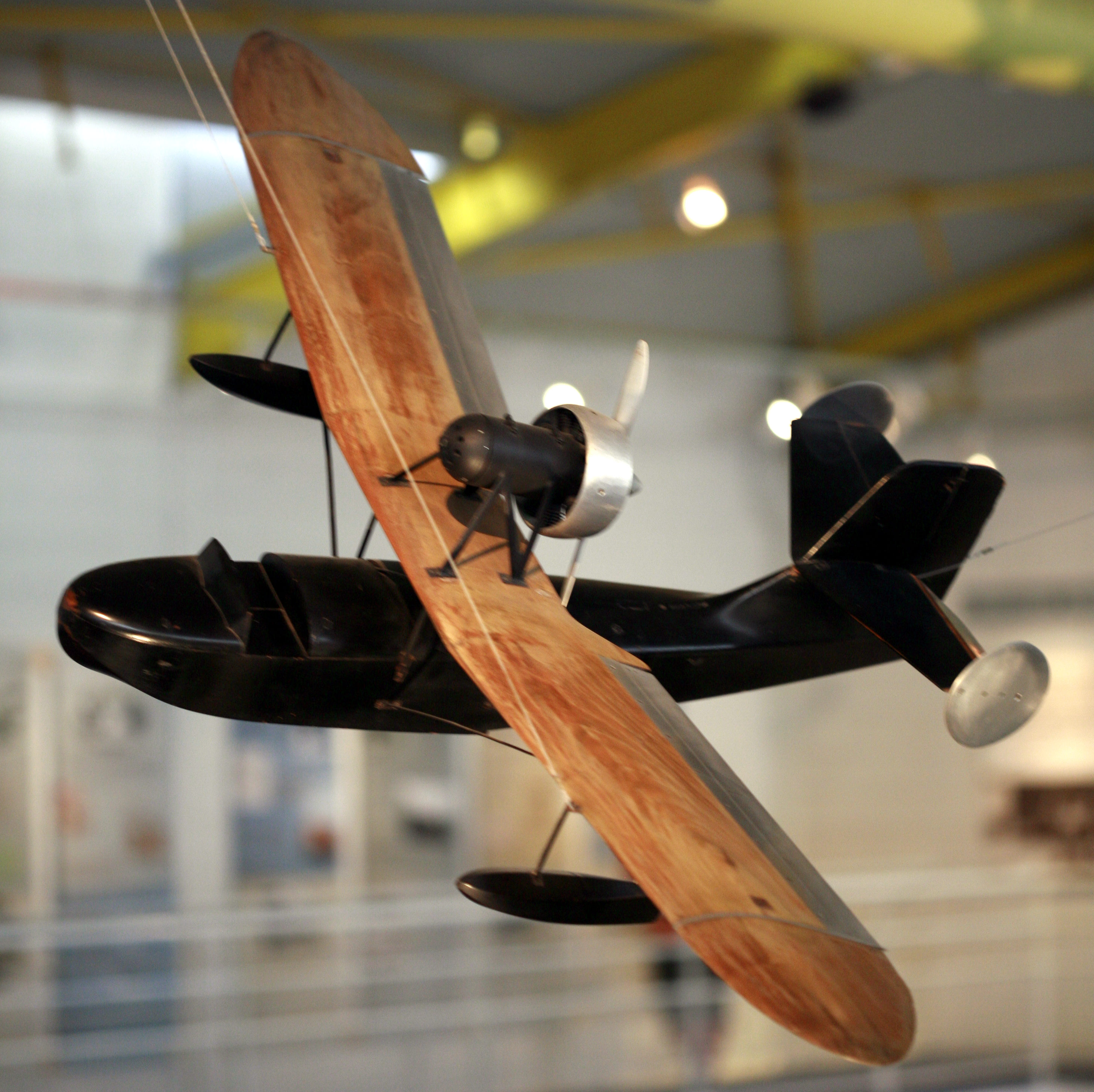
نموذج ويند من CAO-30

سنكاو SNCAO (مختصر من: Société nationale des constructions aéronautiques de l'ouest الشركة الوطنية للإنشاءات إيرونوتيكز دي l'أويست) كانت شركة تصنيع طائرات مملوكة للدولة الفرنسية، أسست في 16 نوفمبر 1936، من اندماج مصانع بريغيت في بوغينيس ، ولوار - نيوبورت في سانت نازير وإيسي لي مولينو
وكانت الشركة قد شكلت في عام 1936، كواحدة من ست شركات مملوكة للدولة سوسيتيه ناتيونالس عقب تاميم الصناعات العسكرية؛ في نهاية عام 1940 تم إعادة تنظيم هذه وتم استيعاب سنكاو من قبل سنكاسو. وفي عام 1957 تم دمج سنكاسو في سود للطيران.

## الطائرات
- سنكاو 30
- سنكاو 200
- سنكاو CAO.600
- سنكاو CAO.700

## الروابط الخارجية
- صفحة سنكاو على [http://www.aviafrance.com أفيافرانس